# Écart de couleur
L’écart de couleur, quelquefois appelé delta E, dE ou encore ∆E est une mesure de la différence visuelle entre deux couleurs, dans un espace colorimétrique perceptuellement uniforme comme L*a*b* établi en 1976 par la Commission internationale de l'éclairage (CIE) :
{\displaystyle \Delta E^{*}={\sqrt {(L_{2}^{*}-L_{1}^{*})^{2}+(a_{2}^{*}-a_{1}^{*})^{2}+(b_{2}^{*}-b_{1}^{*})^{2}}}} où :
{\displaystyle L_{1}^{*},a_{1}^{*},b_{1}^{*}} sont les coordonnées dans l'espace colorimétrique de la première couleur à comparer et {\displaystyle L_{2}^{*},a_{2}^{*},b_{2}^{*}} celles de la seconde.
On reconnaît la formule de la distance euclidienne.
Des couleurs à égale distance dans l'espace L*a*b* (donc ayant un même delta E) devraient être perçues par l'œil humain comme ayant la même différence de couleur.
D'autres formules introduites en 1994 et en 2000 ajustent le résultat en fonction de la teinte ou du domaine d’application (arts graphiques, textile).

## Problématique
On peut avoir besoin d'évaluer, indépendamment d'un observateur particulier, à quel point deux couleurs sont différentes.
La question s'est posée depuis longtemps de vérifier la conformité de couleurs de sources lumineuses comme les feux de signalisation. Pour ce cas simple, on délimite, sur le diagramme de chromaticité, les limites à ne pas dépasser pour chacun des signaux. Les zones de validité ne sont pas contigües ; on s'assure ainsi qu'on ne prendra pas un orange ou un violet pour un rouge.
La détermination d'un écart de couleurs mobilise de grands efforts lorsque des intérêts économiques sont associés, par le droit des dessins et modèles, ou dans l'industrie des arts graphiques. On veut pouvoir fixer un seuil en deçà duquel on peut considérer la couleur comme identique et qu'il y a contrefaçon, ou que la reproduction est conforme, selon le cas. Il s'agit là de couleurs de surface, pour lesquelles le problème est considérablement plus compliqué, même si l'on impose un illuminant uniforme pour les comparaisons.

## Méthodes
La possibilité de mesurer des écarts de couleur comparables quels que soient la teinte, la chromaticité et la luminosité est l'objectif de la constitution des espaces colorimétriques non linéaires comme L*u*v* CIE 1976 et L*a*b* CIE 1976.
Pour établir une échelle perceptuelle, plusieurs méthodes sont possibles, basées sur des expériences psychophysiques avec un certain nombre de sujets. La méthode classique consiste à rechercher l'écart juste perceptible pour deux couleurs, par convention deux fois l'écart-type des seuils de discrimination de couleurs. Elle donne des résultats pour les petits écarts, qui sont d'un plus grand intérêt pratique.